# إعلام حربي
الإعلام الحربي، أحد الفروع المتخصصة للإعلام الشامل، أصبح يمثل ركيزة هامة من ركائز بناء الأمن الوطني للدولة، بل وأصبح المرآة التي يرى فيها المواطن قواته المسلحة وما يدور داخلها وبشكل واقعي، ويتعرف على طبيعة الدور الذي تؤديه سلماً أو حرباً من أجل دعم التنمية الوطنية وقت السلم، ومن أجل الدفاع عن التراب الوطني وقت الحرب.

## خلفية تاريخية
شهد العالم منذ بداية التسعينيات عدداً من المتغيرات في هيكل العلاقات الدولية وتفاعلاتها، وقد انعكس ذلك بشكل واضح على معظم مجالات الحياة، ولعل ما حدث من تطورات تكنولوجية وما تبعها من تطور في وسائل الإعلام ونظم الاتصالات يُعد أبرز هذه المتغيرات؛ بل أصبح الإعلام وكيفية تطويعه لتكنولوجيا الاتصال عنصراً هاماً من عناصر تقييم القوة الشاملة للدولة.
وهكذا أصبح العصر الذي نعيشه الآن، هو عصر ثورة الاتصال والفضائيات، بل وتحول العالم إلي قرية صغيرة، وذلك كنتيجة مباشرة لما شهدته وسائل الإعلام في السنوات الأخيرة، من تقدم تقني ووظيفي، أدى إلى انتشار القنوات التليفزيونية الفضائية، التي تبث عبر الأقمار الصناعية، مما دفع بالأحداث المحلية إلى دائرة الاهتمام العالمي، وجذب الأحداث العالمية إلى بؤرة الاهتمام المحلي.
ويعتبر الإعلام بفلسفته الواسعة وبوسائله المتطورة، أقوى أدوات الاتصال العصرية، بل أن الإعلام في هذا العصر - في ظل ثورة الاتصال والمعلومات - حمل معه ثورة جديدة، أدت إلى إحداث تطور ضخم في تكنولوجيا الاتصال، وجعلت السماء مفتوحة تسبح فيها الأقمار الصناعية لتمتد رسالة الإعلام إلى كل أرجاء المعمورة ليصبح العالم من خلالها قرية إلكترونية صغيرة.

## الدور
للإعلام الحربي دور يقوم به على مستوى القوات المسلحة، يؤكد من خلاله على الانتماء الوطني، وعلى دوره في الدفاع عن الدولة؛ فالإعلام الحربي من خلال استخدام وسائل الإعلام المختلفة، يستطيع أن يسهم في خطط إعداد القوات المسلحة في إعداد الدولة للدفاع، من خلال التأكيد على أهمية بناء قوات مسلحة قادرة على مواجهة التهديدات المختلفة، بل والتأكيد على أهمية وجود حجم متوازن من القوات كماً ونوعاً لتحقيق الدفاع، كما يمكن توظيف جهود إبراز قدراتها وكفاءتها القتالية؛ حتى تتعرف جماهير الشعب على قدرات قواتهم المسلحة.
ودور الإعلام الحربي من الناحية التاريخية لا يقتصر على زمن الحرب، بل يمتد دوره إلى زمن السلم كذلك، فالحرب ترتبط بالحاجة إلى الأمن الذي يتصدر الدوافع والحاجات الإنسانية، وبذلك تثير حركتها وتطورها ونتائجها مراكز الاهتمام الجمعي في الدولة، بجانب الاهتمام العام، فيدفع ذلك إلى البحث عن أدوات ووسائل المعرفة الخاصة بالاقتراب من حركة القوات وتطور المعارك، فيؤدى ذلك إلى نشاط أجهزة الإعلام الحربي من أجل تأدية دورها، أما وقت السلم فيتطلب ذلك إستراتيجية خاصة تعكس، استعداد القوات المسلحة لحماية وتأمين الدولة والشعب، ويعكس ذلك انتماء تلك القوات لوطنها، ويُعطي صورة القدوة والمثل للشباب في سن التجنيد ويحفزهم على التقدم للجندية.

## المفاهيم

### مفهوم الإعلام العام ووظائفه
الواقع أن الإعلام أصبح جزءاً من حياة الناس في شتى أنحاء العالم، كما أن بناء الدولة اقتصادياً، واجتماعياً، وسياسياً يتطلب الاستعانة بمختلف وسائط ووسائل الإعلام، سواء أكان ذلك عن طريق التبليغ من شخص إلى آخر«الاتصال الشخصي»، أو عن طريق تبادل المعلومات بين جماعات منظمة «الاتصال الجمعي»، أو عن طريق الاتصال الجماهيري المتمثل في الصحافة والمطبوعات، والإذاعة، والتليفزيون، والسينما، والقنوات الثقافية الأخرى.

#### مفهوم الإعلام
وجدت الدراسات التاريخية صعوبة شديدة في محاولة وضع مفاهيم وتعريفات أساسية لمفهوم الإعلام، وبدأت تبرز بعض المسميات منذ الحرب العالمية الأولى «1914م - 1918م»، ثم تطورت هذه المسميات «الإعلام- الاتصال بالجماهير - الاتصال التقليدي - الدعاية - النشاط الدعائي». هذا بخلاف مصطلحات الإعلان والعلاقات العامة والرأي العام.
كانت أواخر الستينيات هي فترة بدء تعاظم التطور في مجال الاتصال والإعلام، حيث زاد الاهتمام بعلوم المعلومات ونظريات الإعلام ونظم الاتصال ووسائله، وظهرت مجالات الاتصال بين المنظمات، كما ظهر الاتصال السياسي والاتصال العالمي والاتصال بين الحضارات. كما استمر النمو أيضاً ليشمل الأداء الشفهي والصوت، والإلقاء، والمناظرة، والصحافة، ووسائل الاتصال الجماهيرية والإعلان. ومع تطور الأحداث، ظهرت نظريات جديدة في الاتصال بحيث أصبحت أكثر ترابطاً وتكاملاً، ومن أمثلة هذه الاتصالات نموذج «روجرز وكنكيد» الذي يُعتبر نموذجاً جيداً لما كتب في عملية الاتصال، حيث ركزا على أهمية المعلومات، كما وصفا الاتصال بأنه: «العملية التي يخلق فيها الأفراد معلومات متبادلة ليصلوا بذلك إلى فهم مشترك، وهذه العملية الدائرية تستدعى إعطاء معان للمعلومات المتداولة بين اثنين أو أكثر من الأفراد أثناء تحركهما نحو التلاقي، وهو ما يدعو إلى قيام فردين أو أكثر إلى التحرك تجاه بعضهما وأن يتحدا في رأى أو مصلحة مشتركة».
وفي الربع الأخير من القرن العشرين بدأت تحدث العديد من التغيرات الجذرية لفهم الاتصال والإعلام، وبدأت تسود صيغة «المصدر - الرسالة - المستقبل» وبدأ يحدث تحول في المفهوم الذي يرتكز على المرسل إلى فكرة أخرى يكون محورها المستقبل والمعنى، أي من منظور ذي اتجاه واحد إلى إطار دائري، ومن نظرة ترتكز على الخطابة في الجماهير إلى نظرة تكتنف كل السلوك.
مع تطور وسائل وأدوات الصراع المسلح وازدياد مدى الأسلحة وإمكانية إطلاق الصواريخ عبر القارات، لم يعد مسرح العمليات مقتصراً على رقعة محدودة من الأرض، بل أصبح يشمل جميع أراضي الدولة، مما أدى بالتبعية إلى اشتراك الشعب بكافة طوائفه في إعداد الدولة للصراع وإعداد نفسه لمواجهة مطالب هذا الصراع. والإعلام الحربي يعمل في إطار الإعداد العسكري على تدعيم المفاهيم التالية:
1. إن القوات المسلحة هي جزء من الكيان التنظيمي للدولة لها مهام وأهداف خاصة، وهذه المهام والأهداف تتطلب دعماً خاصاً، ليس من الجائز أن يكون محلاً للمقارنة أو المفاضلة، فالإعداد للقتال هو جزء أساسي من عملية القتال ذاتها، وهذا الدعم لا يرتبط بمرحلة بذاتها ولكنه مطلب دائم للوطن والمواطنين.
2. إن مهمة القتال تفوق ما عداها من مهام، يعتز بها أفراد القوات المسلحة ويفخرون للقيام بها وتحقيق نتائجها.
3. إن تدخل القوات المسلحة بالمشاركة في الأعمال المدنية ليس من مهامها الأساسية، ولكنه مطلب وطني مرهون بتجاوز الصعوبات أو تخفيف المشكلات التي تعاني منها الدولة في قطاع من القطاعات.
4. إن ما تقدمه الدولة إلى أفراد القوات المسلحة، يأتي في إطار جسامة المهام الموكولة إليهم في زمن الحرب من أجل تحقيق الأهداف القتالية.

ومن الواضح أن الإعلام الحربي من خلال تنفيذ دوره المتعدد الأهداف، يستطيع أن يلعب دوراً هاماً في تحقيق الأمن الوطني للدولة بإسهامه في بناء المواطن وفي إعداد قوى الشعب للدفاع من خلال تعريفه بأهداف الحرب، وشرح أبعاد قضية الصراع، وغرس روح التضحية والبذل، والتهيئة النفسية والمعنوية، وخلق روح الانتماء للوطن ومن ثم المساعدة في تكوين الكيان الحربي للدولة.
وإذا أردنا أن نربط التطور الذي حدث في مجال الإعلام خلال الحروب المعاصرة، فإننا نجد أن حرب الخليج «1990م - 1991م» هي خير شاهد على تطور هذا الإعلام، ومع تطور طبيعة الصراعات المسلحة، فقد استلزم ذلك صياغة إستراتيجية إعلامية، تشتمل على دور واضح للإعلام الحربي، من أجل مواجهة التحديات والتهديدات الناتجة عن هذه الصراعات والتي قد تؤثر بشكل واضح على الأمن الوطني للدولة.